# Reprezentacja Szwecji w bandy mężczyzn
Reprezentacja Szwecji w bandy mężczyzn – męski zespół, biorący udział w imieniu Szwecji w meczach i sportowych imprezach międzynarodowych w bandy, powoływany przez selekcjonera, w którym mogą występować wyłącznie zawodnicy posiadający obywatelstwo szwedzkie. Za jej funkcjonowanie odpowiedzialny jest Szwedzki Związek Bandy (SBF), który jest członkiem Międzynarodowej Federacji Bandy (FIB).

## Historia
Swój pierwszy oficjalny mecz reprezentacja Szwecji rozegrała 11 marca 1907 roku z Finlandią w Helsinkach. Wtedy wygrała na wyjeździe 12 – 1.

## Udział w turniejach międzynarodowych

### Igrzyska olimpijskie
Szwedzcy zawodnicy bandy zdobyli złote medale zimowych igrzysk olimpijskich w 1952. Tylko raz ta dyscyplina sportu była przedstawiona na zimowych igrzyskach olimpijskich.
| Udział w igrzyskach olimpijskich | Udział w igrzyskach olimpijskich | Udział w igrzyskach olimpijskich |
| Rok                              | Miejsce                          |                                  |
| -------------------------------- | -------------------------------- | -------------------------------- |
| 1952                             | Mistrz                           |                                  |

### Mistrzostwa świata
Reprezentacja Szwecji uczestniczy nieprzerwanie od I edycji Mistrzostw świata, czyli od 1957 roku. Szwecja występuje w Dywizji A i zawsze zajmowała miejsca na podium. Najlepszymi mistrzostwami w wykonaniu Szwedów były mistrzostwa świata w 1981, 1983, 1987, 1993, 1995, 1997, 2003, 2005, 2009, 2010, 2012, 2017, kiedy to reprezentacja Szwecji zdobywała złote medale.
| Udział w mistrzostwach świata | Udział w mistrzostwach świata | Udział w mistrzostwach świata |
| Rok                           | Miejsce                       |                               |
| ----------------------------- | ----------------------------- | ----------------------------- |
| 1957                          | 3. miejsce                    |                               |
| 1961                          | Wicemistrz                    |                               |
| 1963                          | 3. miejsce                    |                               |
| 1965                          | 3. miejsce                    |                               |
| 1967                          | 3. miejsce                    |                               |
| 1969                          | Wicemistrz                    |                               |
| 1971                          | Wicemistrz                    |                               |
| 1973                          | Wicemistrz                    |                               |
| 1975                          | Wicemistrz                    |                               |
| 1977                          | Wicemistrz                    |                               |
| 1979                          | Wicemistrz                    |                               |
| 1981                          | Mistrz                        |                               |
| 1983                          | Mistrz                        |                               |
| 1985                          | Wicemistrz                    |                               |
| 1987                          | Mistrz                        |                               |
| 1989                          | 3. miejsce                    |                               |
| 1991                          | Wicemistrz                    |                               |
| 1993                          | Mistrz                        |                               |
| 1995                          | Mistrz                        |                               |
| 1997                          | Mistrz                        |                               |
| 1999                          | 3. miejsce                    |                               |
| / 2001                        | Wicemistrz                    |                               |
| 2003                          | Mistrz                        |                               |
| / 2004                        | Wicemistrz                    |                               |
| 2005                          | Mistrz                        |                               |
| 2006                          | Wicemistrz                    |                               |
| 2007                          | Wicemistrz                    |                               |
| 2008                          | Wicemistrz                    |                               |
| 2009                          | Mistrz                        |                               |
| 2010                          | Mistrz                        |                               |
| 2011                          | 3. miejsce                    |                               |
| 2012                          | Mistrz                        |                               |
| / 2013                        | Wicemistrz                    |                               |
| 2014                          | Wicemistrz                    |                               |
| 2015                          | Wicemistrz                    |                               |
| 2016                          | 3. miejsce                    |                               |
| 2017                          | Mistrz                        |                               |
| / 2018                        | Wicemistrz                    |                               |
| 2019                          | Wicemistrz                    |                               |